# Jermak Timofějevič
Jermak Timofějevič (rusky Ерма́к Тимофе́евич, narozen v roce 1532, 1534, nebo 1542, zemřel 6. srpna 1585) byl kozácký ataman, který dobyl Sibiř pro Ruskou říši.

## Život

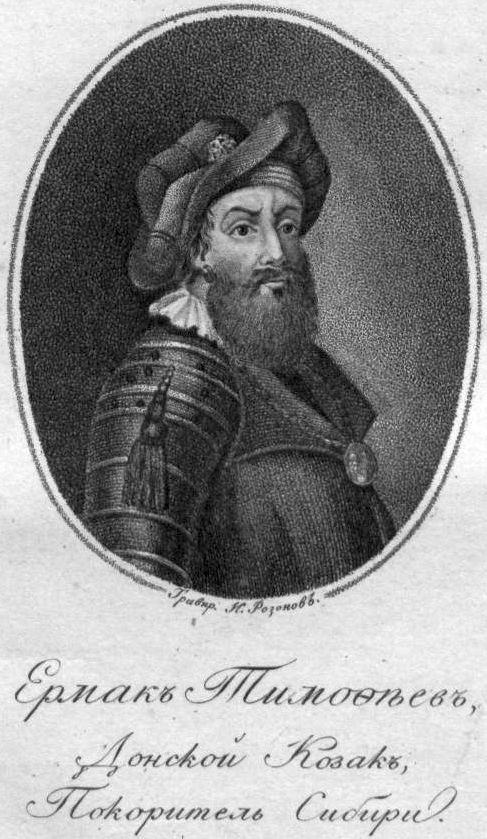
Jermak Timofějevič

Původně sloužil na řece Volze, kde bojoval proti Krymským Tatarům. V roce 1579 byl jedním z velitelů kozácké výpravy, která měla za cíl chránit majetky kupecké rodiny Stroganovových před nájezdy sibiřského chána Kučuma Chána. Poté bojoval na západě proti Litevcům v Livonské válce. V roce 1582 porazil vojska Kučuma a rozbil jeho říši.
6. srpna 1585 utonul v boji v řece Irtyš.